# Pott
Pott er en nordtysk romproducent ejet af Henkell & Co.
Virksomheden blev etableret af Hans Hinrich Pott i 1848 i Flensborg. Firmaet havde tidligere adresse i Nystaden 2. Den overforliggende Nørreport blev i 1898 til varemærke for den gode Pott. Sammen med Hansen Rom blev Pott i 1900-tallet en af de førende romvirksomheder i Tyskland. Selvom Nørreporten stadigvæk smykker etikketerne på Pott-flasker, produceres dog nu ikke længere i Flensborg. I 2006 blev firmaet opkøbt af Henkell Sekt. 